# Odon
Der Odon ist ein Fluss in Frankreich, der im Département Calvados in der Region Normandie verläuft. Er entspringt im Gemeindegebiet von Ondefontaine, schlägt im Oberlauf einen Bogen von West nach Ost, dreht dann aber in nordöstliche Richtung und mündet nach rund 47 Kilometern im Gemeindegebiet von Louvigny, am südlichen Stadtrand von Caen, als linker Nebenfluss in die Orne.

## Geschichte
Ursprünglich erfolgte die Mündung des Odon in mehreren Flussarmen, wovon der größte, der Grand Odon, mitten durch die Stadt Caen verlief. Da der Fluss von der Bevölkerung hauptsächlich als Entsorgungskanal verwendet wurde und man ihn deshalb mit dem Ausbruch mehrerer Epidemien in Zusammenhang brachte, wurde er in der Mitte des 19. Jahrhunderts von der Stadtverwaltung in den Untergrund und nach dem Zweiten Weltkrieg sogar in einen Kanal außerhalb der Stadt verlegt. Das letzte Zeugnis des Odon in der Stadt Caen ist das Bassin Saint-Pierre, das heute einen Jachthafen beherbergt.

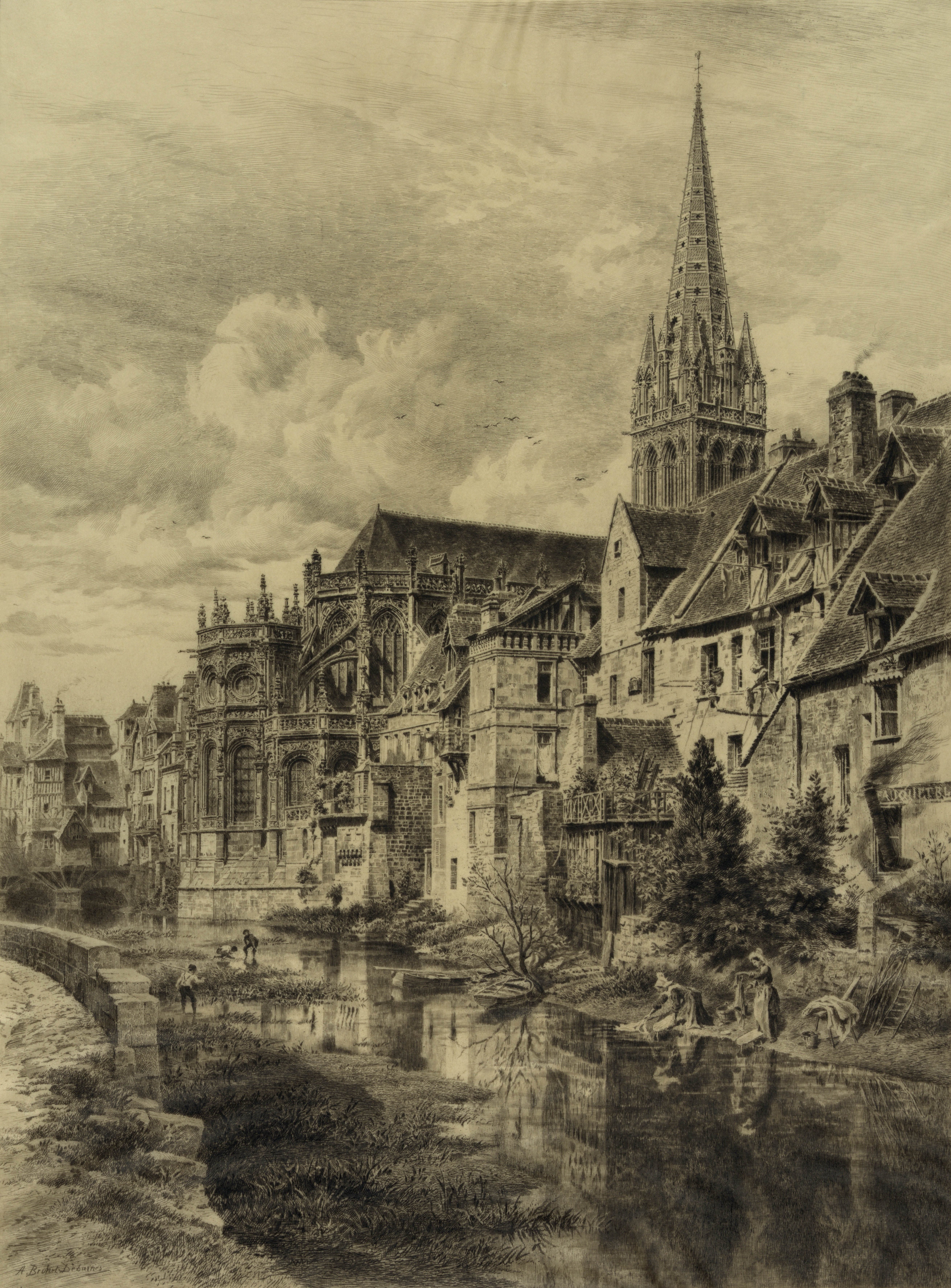
Der Fluss verlief direkt hinter der Kirche Saint-Pierre
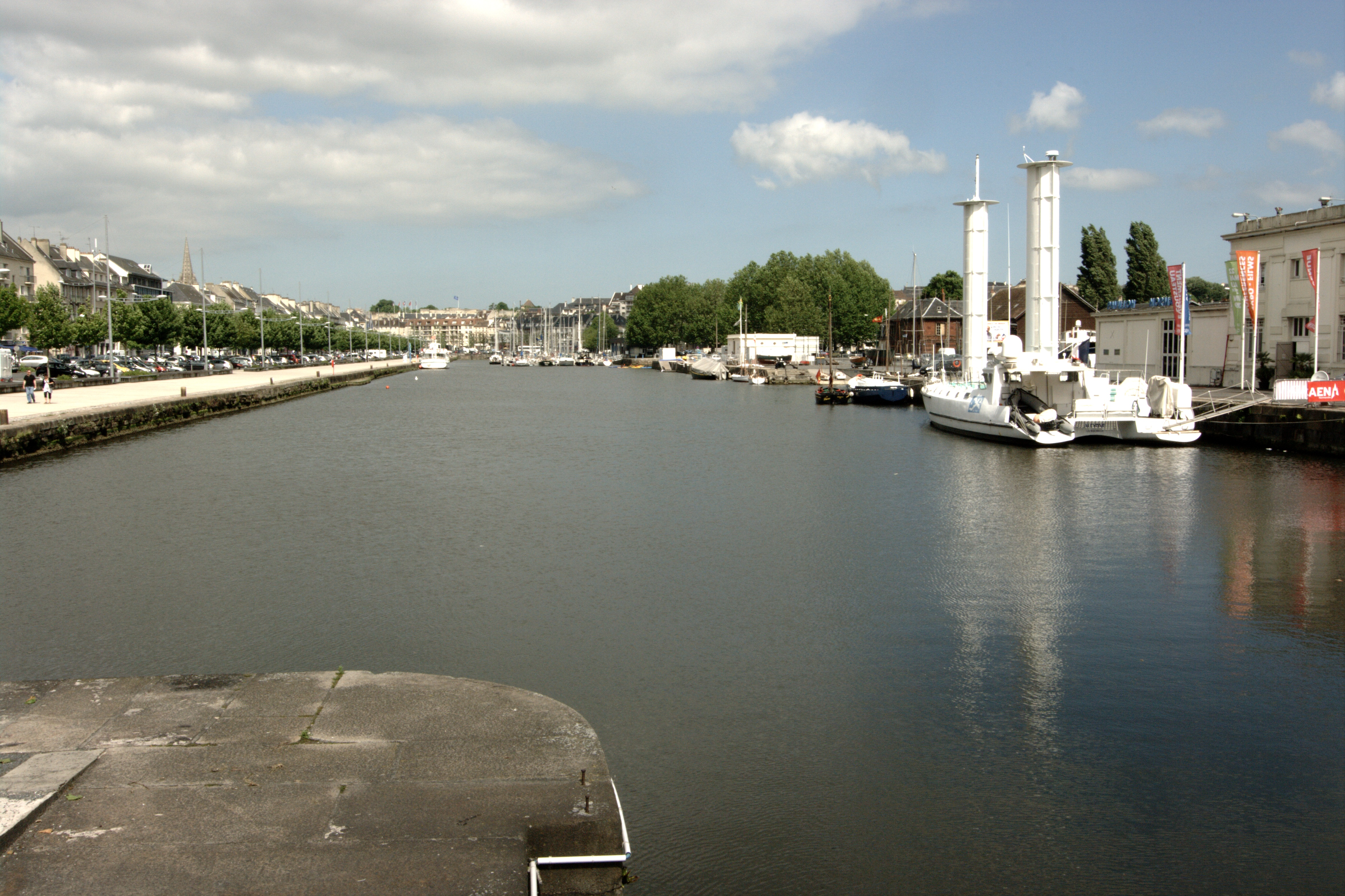
Das heutige Bassin Saint-Pierre

## Orte am Fluss
- Jurques
- Aunay-sur-Odon
- Épinay-sur-Odon
- Bougy
- Baron-sur-Odon
- Tourville-sur-Odon
- Mouen
- Fontaine-Étoupefour
- Verson
- Bretteville-sur-Odon
- Caen
- Louvigny